# 밀양 표충사 사명대사 일본상륙행렬도팔곡병
밀양 표충사 사명대사 일본상륙행렬도팔곡병(密陽 表忠寺 四溟大師 日本上陸行列圖八曲屛)은 대한민국 경상남도 밀양시 단장면 표충사에 있는, 임진왜란이 끝난 후인 선조 37년(1604) 왕명을 받은 사명대사가 조선의 대표로 일본에 평화를 논하기 위해 갔을 때, 사명대사 일행의 행렬을 그림으로 그린 8폭의 병풍이다.
1990년 1월 16일 경상남도의 유형문화재 제274호 사명대사일본상륙 행렬도팔곡병으로 지정되었다가, 2018년 12월 20일 현재의 명칭으로 변경되었다.

## 개요
임진왜란이 끝난 후인 선조 37년(1604) 왕명을 받은 사명대사가 조선의 대표로 일본에 평화를 논하기 위해 갔을 때, 사명대사 일행의 행렬을 그림으로 그린 8폭의 병풍이다. 비단 바탕에 채색하여 그렸으며, 그림의 크기는 각 폭 당 세로 100cm, 가로 51.7cm이다.
여기에 등장하는 인원은 1,020명에 달하는데, 그 중 20명은 사명대사를 포함한 조선측의 수행원이다. 당시 일본의 관행은 일반 사신을 영접할 때 보통 300명을 보냈는데, 사명대사에게는 1,000명을 보내어 수행토록 한 것으로 보아 그의 위상이 얼마나 높았는지를 짐작할 수 있다.
당시의 풍속이나 복식 등의 연구에 높은 사료적 가치를 지니는 작품으로, 당시 강화사의 모습을 조명해 볼 수 있는 귀중한 자료이기도 하다.

## 같이 보기
- 사명대사

## 참고 자료
- 밀양 표충사 사명대사 일본상륙행렬도팔곡병 - 국가유산청 국가유산포털